# Michal Fikrt
Michal Fikrt (ur. 6 kwietnia 1982 w Moście) – czeski hokeista, trener. 

## Kariera
- HC Litvinov U20 (2000-2002)
- HC Litvínov (2002)
  -  HC Slovan Ústečtí Lvi (2002-2003)
- SK Kadaň (2003-2004)
- KLH Chomutov (2004)
- HK Nitra (2004-2006)
- HK Levice (2006)
- HC Slovan Ústečtí Lvi (2006)
- Mietałłurg Żłobin (2007)
- Bílí tygři Liberec (2007-2009)
  -  HC Jablonec (2007)
  -  HC Benátky nad Jizerou (2008, 2009)
  -  MHk 32 Liptovský Mikuláš (2009-2010)
  -  HK Nitra (2010)
- Acroni Jesenice (2011-2012)
- Unia Oświęcim (2012-2019)

Wychowanek klubu HC Litvínov. Występował w zespole juniorskim, a w barwach klubu zagrał w jednym meczu. W barwach juniorskiej reprezentacji Czech wystąpił na mistrzostwach świata do lat 20 edycji 2002. 
Od stycznia 2011 zawodnik Acroni Jesenice. Od końca września 2012 roku zawodnik Unii Oświęcim. Na początku marca 2013 roku przedłużył kontrakt z klubem o rok. Po sezonie Polska Hokej Liga (2013/2014) pierwotnie opuścił klub, po czym poinformowano, że pozostanie w zespole.
W trakcie kariery określany pseudonimami Fiki, Fiko, Fikinator.
Po zakończeniu kariery w 2019 został asystentem głównego trenera seniorów Unii oraz trenerem żeńskiej drużyny UKHK Unia Oświęcim. Po sezonie 2020/2021 w marcu 2021 odszedł ze stanowiska asystenta głównego trenera Unii.

## Sukcesy
Klubowe
- Brązowy medal mistrzostw Słowacji: 2006 z HK Nitra
- Złoty medal mistrzostw Słowenii: 2011 z Acroni Jesenice

Indywidualne
- Polska Hokej Liga (2014/2015): czwarte miejsce w klasyfikacji skuteczności interwencji w sezonie zasadniczym: 92,1%

Wyróżnienia
- Polska Liga Hokejowa (2012/2013): najlepszy zagraniczny zawodnik w plebiscycie „Hokejowe Orły”[10]